# مقياس مكابي
مقياس أو مؤشر مكاب McCabe complexity أو ما يعرف بدرجة التعقيد السيكلوماتي Cyclomatic complexity هو مقياس أو قيمة يمكن من خلالها قياس درجة تعقيد برنامج أو خوارزمية معينة. تم تطوير هذا المقياس من قبل توماس ج. ماكابي سنة 1976 م.